# Villers-au-Tertre

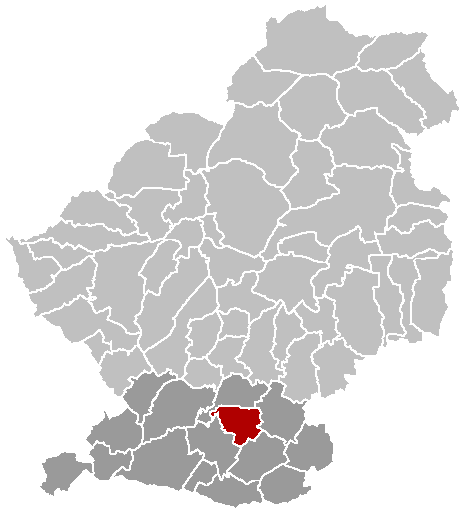
Ubicació de Villers-au-Tertre dins el cantó i el districte

Villers-au-Tertre és un municipi francès, situat a la regió dels Alts de França, al departament del Nord. L'any 2006 tenia 599 habitants. Limita al nord amb Erchin, a l'est amb Monchecourt, al sud-est amb Fressain i al sud-oest amb Bugnicourt.

## Demografia
| 1962                                       | 1968 | 1975 | 1982 | 1990 | 1999 | 2006 | 2007 |
| ------------------------------------------ | ---- | ---- | ---- | ---- | ---- | ---- | ---- |
| 429                                        | 456  | 454  | 481  | 621  | 655  | 608  | 599  |
| Des de 1962: població sense dobles comptes |      |      |      |      |      |      |      |

## Administració
| Període   | Identitat         | Partit |
| --------- | ----------------- | ------ |
| 1971-1994 | Jean-Baptiste Gay |        |
| 1994-2007 | Daniel Collignon  |        |
| 2007-     | Patrick Mercier   |        |